# Figueira da Praça XV

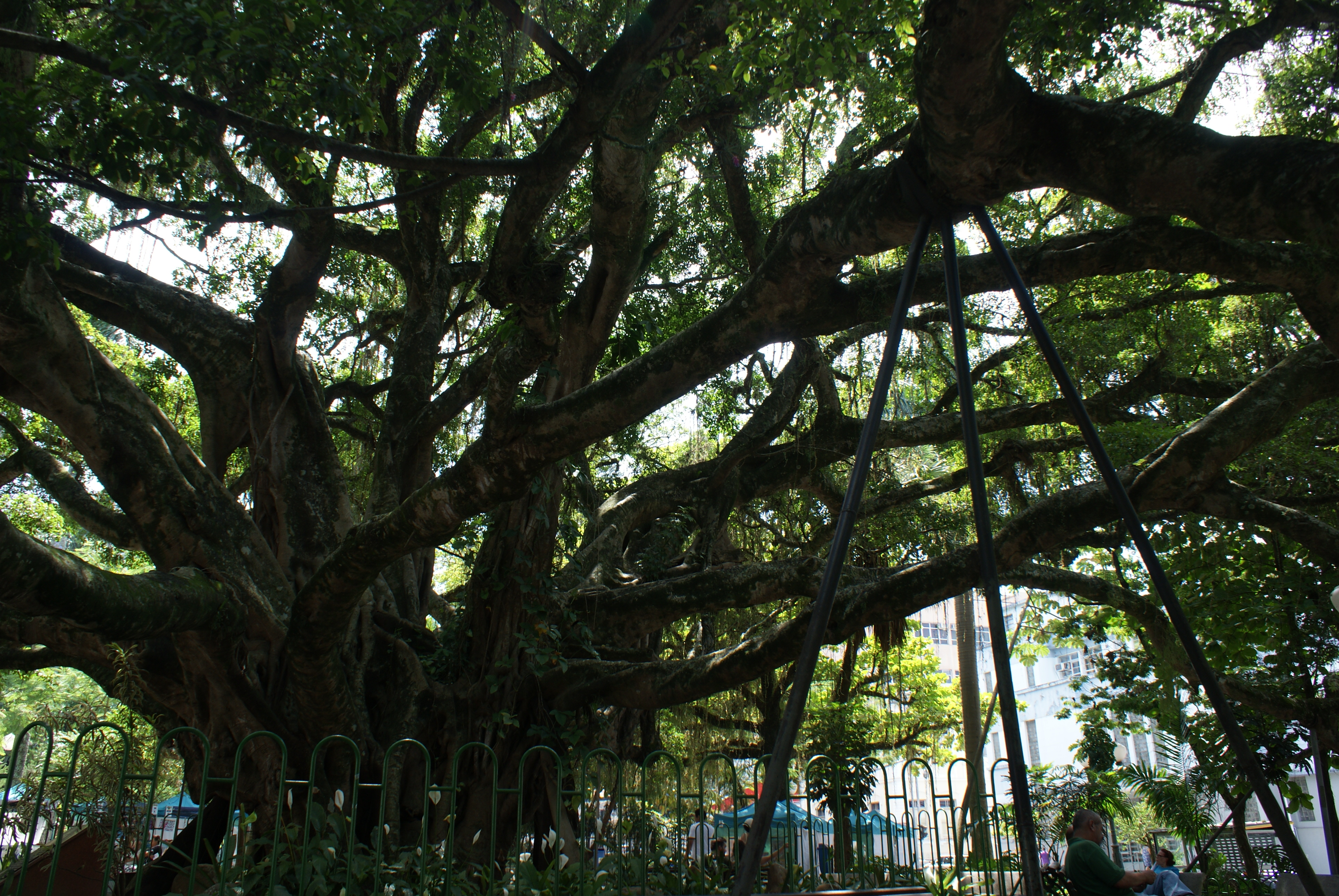
A Figueira, na Praça XV de Novembro.

A Figueira da Praça XV, também conhecida como Figueira Centenária ou Velha Figueira, é uma árvore da espécie Ficus microcarpa localizada na Praça XV de Novembro, no Centro de Florianópolis. A árvore, nascida em meados de 1871, foi transposta ao vinte anos para a praça onde cresceu e vive até hoje. Seu tamanho, idade e localização no coração da cidade tornaram a figueira um ponto turístico e folclórico da cidade.

## História

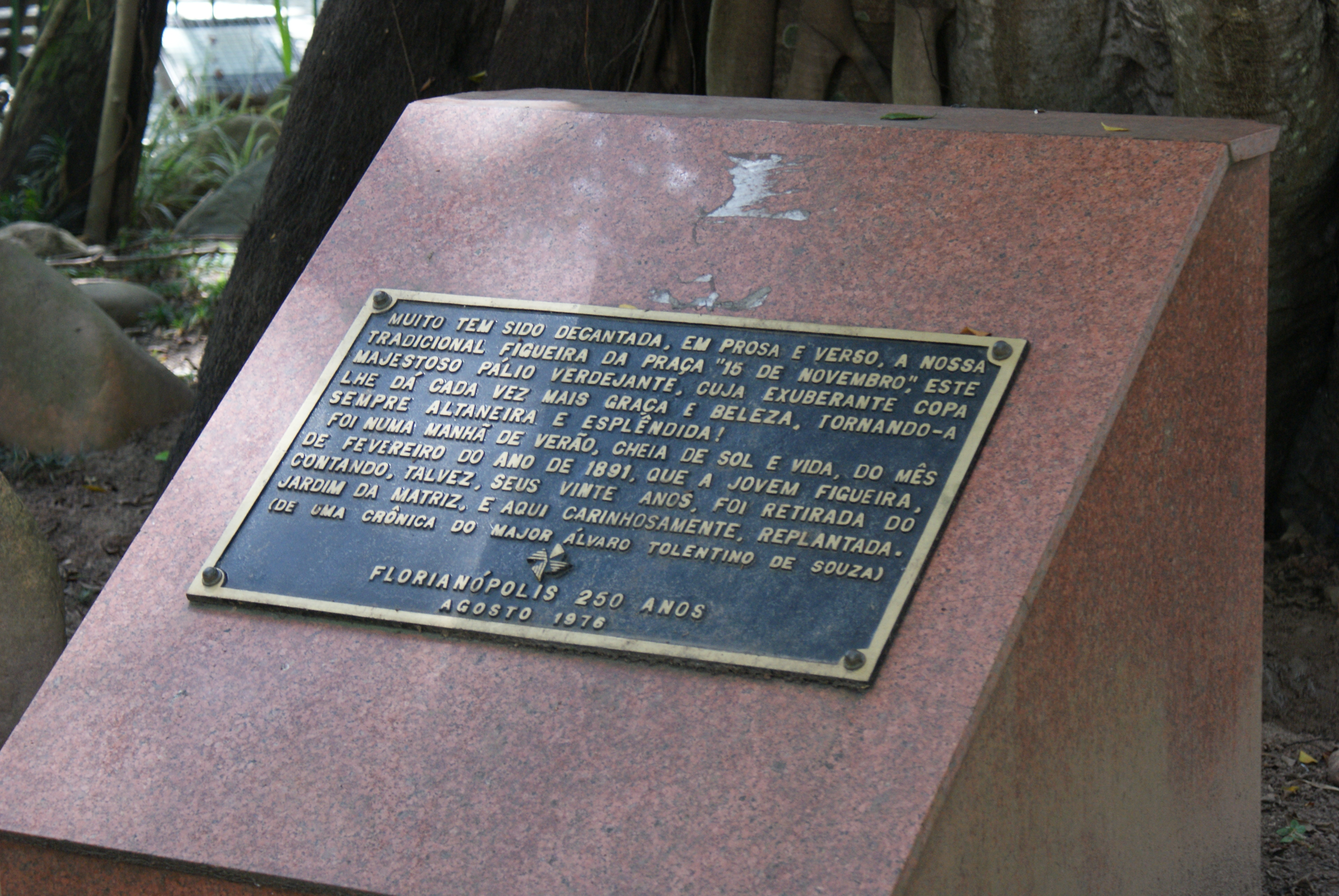
Placa na Praça XV que fala sobre o replantio da Figueira em seu local atual em fevereiro de 1891.

Não há uma versão oficial sobre a origem da figueira. Um estudo genético feito por pesquisadores da Universidade Federal de Santa Catarina (UFSC) descobriu que a espécie da árvore é a F. microcarpa, conhecida como Figueira-asiática ou Figueira lacerdinha, uma espécie exótica vinda das partes tropicais da Ásia e da Austrália e introduzida no Brasil como ornamental. Acredita-se que ela possa ter vindo do Jardim Botânico do Rio de Janeiro, junto com as palmeiras reais que ainda existem na praça, perto do monumento em homenagem aos catarinenses mortos na Guerra do Paraguai. Existem muitas figueiras desta espécie estrangeira na capital fluminense, com locais como a Praça da República tendo vários exemplares.
O que se sabe é que a Figueira surge em 1871 em um jardim que existia em frente à Igreja Matriz - a atual Catedral Metropolitana. Ela foi transplantada para o seu lugar atual em fevereiro de 1891, provavelmente para aumentar a escadaria de acesso à Catedral. Há ainda uma versão folclórica que diz que ela foi arrancada porque atrapalhava a visão de um presidente de província que tinha dificuldades de enxergar, por causa da copa, uma dama que cortejava no outro lado da praça.
Apesar de muitos ligarem a figueira da praça XV ao nome do Figueirense, o nome do clube se refere, na verdade, ao Bairro da Figueira, onde aconteceram muitas das reuniões que deram origem ao time. O bairro, hoje parte do Centro, tinha esse nome devido a uma outra figueira, que já não existe mais na atualidade.

## Condições

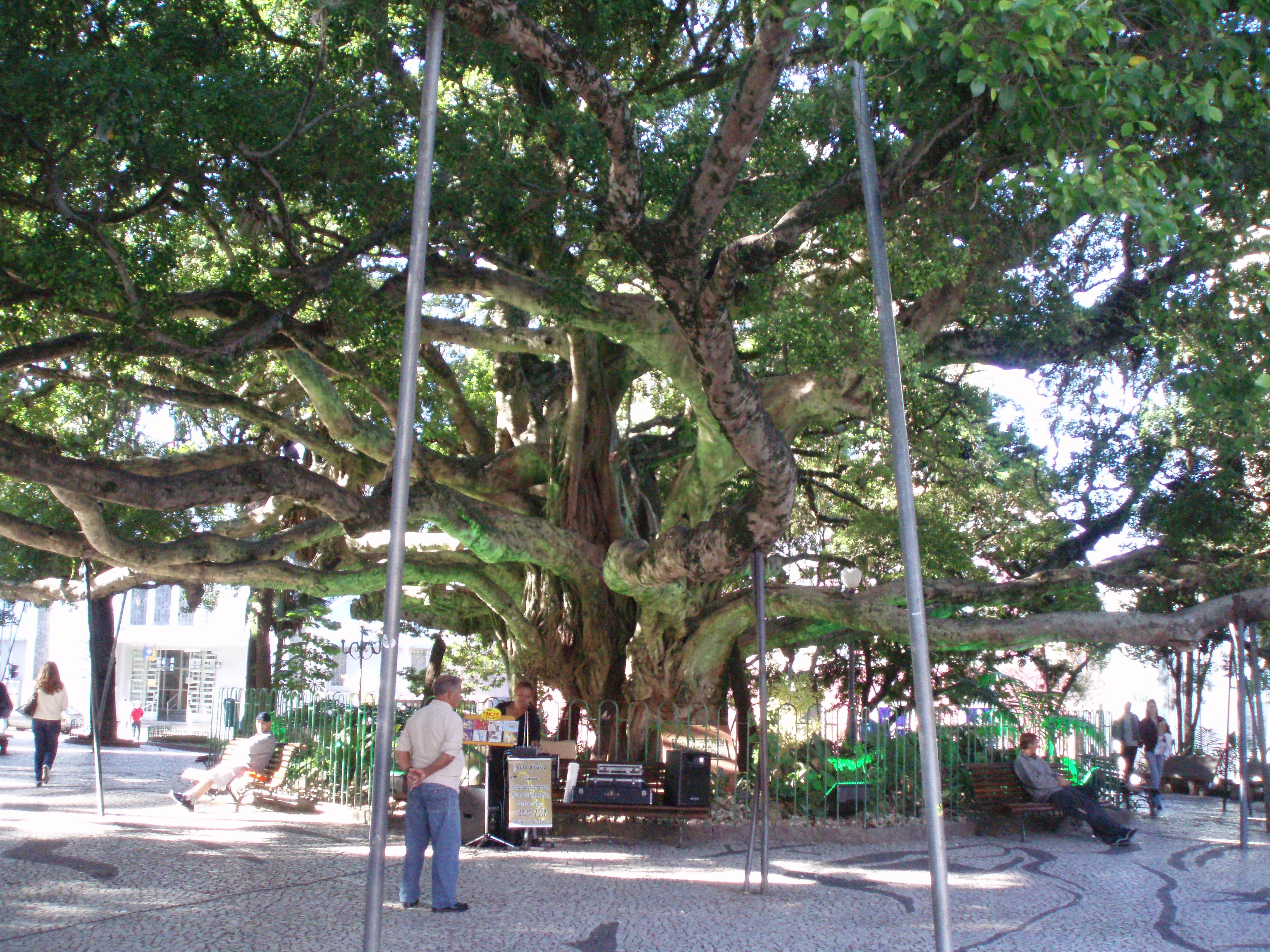
Os galhos da Figueira se estendem pela praça e são sustentados por hastes de metal.

Com o passar das décadas, os galhos da Figueira foram crescendo e se estendendo por boa parte da Praça XV de Novembro, e por isso hoje são sustentados por hastes de metal que preservam a estrutura da velha árvore. 
Uma restauração foi concluída em 2014, quando a árvore tinha 143 anos, retirando plantas que estavam prejudicando a figueira, dando uma perspectiva de sobrevida de mais 150 anos - podendo até mesmo chegar aos mil.
As ações de cuidado e restauração da árvore mais recentes levaram a redução das hastes de metal e outros estudos, incluindo sequenciamento genético e um processo de clonagem, permitindo garantir uma "cópia de segurança" da Figueira. Esses estudos, feitos pela UFSC em parceria com a empresa contratada pela prefeitura para cuidar da árvore, foram os que levaram a descoberta da espécie em 2024.

## Folclore
Com o passar dos anos surgiram tradições folclóricas sobre a figueira, em geral ligadas a voltas em torno dela.
Se diz que ao conhecê-la, os visitantes devem dar três voltas ao seu redor de mãos dadas, em sentido anti-horário, para trazer sorte. Outra versão afirma que quem dá uma volta na figueira visita mais uma vez a cidade, enquanto que quem quer relacionamento precisa dar duas voltas - para namorar - ou três, para casar, todas no sentido horário. E se nada disso der certo, a pessoa tem de tomar chá da folha da árvore. Há ainda as voltas para se livrar de um relacionamento ruim, e as sete voltas para um desejo. A tradição casamenteira da figueira teria surgido no replantio na praça, que foi num dia de um casamento. O padre teria dito, então, que, quem passasse pela figueira, casaria logo, dando origem à lenda.

## Cultura popular
- A figueira é citada no Hino de Florianópolis, o Rancho de Amor a Ilha: Ilha da Velha Figueira onde em tarde fagueira vou ler meu jornal...

- A figueira apareceu em cenas da novela da Rede Globo Como Uma Onda, quando o personagem Daniel Cascais, interpretado por Ricardo Pereira, estava mendigando na Praça XV.